# Cades Bay
Cades Bay ist eine Siedlung in der Parish of Saint Mary an der Südküste der Insel Antigua, im Staat Antigua und Barbuda.

## Lage und Landschaft
Cades Bay liegt im Süden des Parish of Saint Mary an der Küste an der gleichnamigen Cades Bay. Im Westen schließt sich Urlings an und im Osten Old Road.